# Meliora
| Совокупная оценка | Совокупная оценка |
| Источник          | Оценка            |
| ----------------- | ----------------- |
| Metacritic        | 78/100            |
| Оценки критиков   |                   |
| Источник          | Оценка            |
| AllMusic          | [ 2 ]             |
| AntiHero Magazine | [ 3 ]             |
| The Guardian      | [ 4 ]             |
| Metal Forces      | 7/10              |
| Pitchfork         | 6.2/10            |
| PopMatters        | [ 7 ]             |
| Sputnikmusic      | 4.3/5             |
| Stereoboard.com   | [ 9 ]             |
| Western Herald    | 9.5/10            |

Meliora (в переводе с лат. — «стремление к чему-то лучшему») — третий студийный альбом шведской группы Ghost, выпущенный в 2015 году. Альбом был хорошо воспринят критиками, а сингл "Cirice" победил в номинации "Лучшее метал исполнение".

## Об альбоме
Альбом был записан в январе 2015 года. Стиль альбома балансирует на грани дум-метала и классического хэви-метала, так же присутствуют элементы прогрессивного рока. Также при записи альбома Ghost заменили вокалиста, им стал Papa Emeritus III младший брат Papa Emeritus II. По словам одного из Безымянных Душ (Nameless Ghoul), песня «From the Pinnacle to the Pit» выполнена в стилистике Led Zeppelin, а песня «Cirice» изначально планировалась как девятиминутный инструментальный трек, но под давлением продюсера песню сократили, а также добавили припевы.
Песня «He Is» была написана ещё в 2007-м году и предназначалась для альбома Infestissumam, но так как песня звучала «не как Ghost», о ней на долгое время забыли. Только в 2014 году её решили включить в список песен для альбома Meliora. По словам одного из Безымянных Душ, текст песни был написан после самоубийства Selim Lemouchi, гитариста группы The Devil’s Blood, который был близким другом участников Ghost.

## Список композиций
Слова и музыка всех песен — "A Ghoul Writer".
| №                   | Название                       | Длительность |
| ------------------- | ------------------------------ | ------------ |
| 1.                  | «Spirit»                       | 5:15         |
| 2.                  | «From the Pinnacle to the Pit» | 4:02         |
| 3.                  | «Cirice»                       | 6:02         |
| 4.                  | «Spöksonat» (Ghost Sonata)     | 0:56         |
| 5.                  | «He Is»                        | 4:13         |
| 6.                  | «Mummy Dust»                   | 4:07         |
| 7.                  | «Majesty»                      | 5:24         |
| 8.                  | «Devil Church»                 | 1:06         |
| 9.                  | «Absolution»                   | 4:50         |
| 10.                 | «Deus in Absentia»             | 5:37         |
| Общая длительность: | Общая длительность:            | 41:35        |

| №  | Название              | Длительность |
| -- | --------------------- | ------------ |
| 1. | «Zenith»              | 6:05         |
| 2. | «Cirice» (Radio Edit) |              |

| №   | Название                                         | Длительность |
| --- | ------------------------------------------------ | ------------ |
| 11. | «Year Zero» (Live)                               | 5:00         |
| 12. | «If You Have Ghosts» (Roky Erickson cover; Live) | 4:13         |

## Участники записи
Ghost
- Papa Emeritus III – вокал

Nameless Ghouls:
- — соло-гитара
- — бас-гитара
- — ритм-гитара
- — клавишные
- — ударные

## Позиции в чартах
| Chart (2015)                         | Высшая позиция |
| ------------------------------------ | -------------- |
| Австралия (ARIA)                     | 20             |
| Австрия (Ö3 Austria)                 | 41             |
| Бельгия/Фландрия (Ultratop)          | 21             |
| Бельгия/Валлония (Ultratop)          | 23             |
| Канада (Canadian Albums Chart)       | 9              |
| Нидерланды (Album Top 100)           | 6              |
| Финляндия (Suomen virallinen lista)  | 1              |
| Франция (SNEP)                       | 28             |
| Германия (Offizielle Top 100)        | 19             |
| Ирландия (IRMA)                      | 65             |
| Норвегия (VG-lista)                  | 2              |
| Швеция (Sverigetopplistan)           | 1              |
| Швейцария (Schweizer Hitparade)      | 14             |
| Великобритания (UK Albums Chart)     | 23             |
| США (Billboard 200)                  | 8              |
| США (Billboard Top Hard Rock Albums) | 2              |
| США (Billboard Top Rock Albums)      | 2              |